# Hermenegildo Galeana, Tenosique
Hermenegildo Galeana är en ort i Mexiko.   Den ligger i kommunen Tenosique och delstaten Tabasco, i den sydöstra delen av landet, 900 km öster om huvudstaden Mexico City. Hermenegildo Galeana ligger 62 meter över havet och antalet invånare är 111.
Terrängen runt Hermenegildo Galeana är mycket platt. Runt Hermenegildo Galeana är det ganska glesbefolkat, med 26 invånare per kvadratkilometer. Omgivningarna runt Hermenegildo Galeana är en mosaik av jordbruksmark och naturlig växtlighet.